# Paulo Londra
 (juin 2019).
Le contenu est difficilement compréhensible vu les erreurs de traduction, qui sont peut-être dues à l'utilisation d'un logiciel de traduction automatique.
Paulo Londra (né Paulo Ezequiel Londra Farías à Córdoba, Argentine, le 12 avril 1998) est un chanteur argentin de trap.

## Biographie
Son intérêt pour le hip-hop a commencé avec une recommandation de sa sœur dans le film 8 Mile, mettant en vedette Eminem. À propos du film, Londra a déclaré ceci : « J'ai été surpris par la façon dont un blanc a été créé pour être respecté dans cette culture, pour cette minute au cours de laquelle je devais tout démontrer. J'ai dû faire face à une bande de situations. Je voulais être comme lui, je l’ai là-haut pour Eminem. » Il a participé à des batailles de rap et à 15 ans, il a participé à des compétitions de freestyle. Il est devenu célèbre en remportant la bataille El Quinto Escalón à Buenos Aires en 2017. 

### Carrière musicale
Il a commencé sa carrière musicale en janvier 2017 avec la sortie de son premier single, "Relax", qui après quelques mois se positionnait comme le hit de l’année en Argentine.  Depuis lors, il a commencé à composer et a continué à publier des chansons.  Bien que ses débuts soient similaires à ceux d'autres artistes urbains, Londra, contrairement à d'autres artistes, évite de toucher à des thèmes tels que la violence, les insultes ou la drogue dans ses chansons.  
Il a reçu un contrat d'une maison de disques multinationale, mais a rejeté l'offre. En octobre 2017, il s'est rendu en Colombie pour travailler avec le producteur Ovy on the drums et le label Big Ligas.

## Discographie
- Homerun[5]